# Большая Пузаниха
Большая Пузаниха — река в Свердловской области России, левый приток Ревды. Длина водотока 11 км. Устье в верховьях Ревдинского водохранилища, за 14 километров от места впадения Ревды в Чусовую. Имеется ряд притоков, в том числе левый приток Малая Пузаниха, после впадения которой короткий устьевой участок реки носит название Пузаниха.

## Данные государственного водного реестра
По данным государственного водного реестра:
- Код водного объекта: 10010100512111100010240.
- Бассейновый округ: Камский бассейновый округ.
- Речной бассейн: Кама.
- Речной подбассейн: Кама до Куйбышевского водохранилища (без бассейнов рек Белой и Вятки).
- Водохозяйственный участок: Чусовая от истока до г. Ревда без р. Ревда (от истока до Новомариинского г/у).